# سيرفيه كنافن
سيرفيه كنافن (بالهولندية: Servais Knaven)‏ ولد بتاريخ 6 مارس 1971 في هولندا، هو دراج هولندي في صنف سباق الدراجات على الطريق. شارك في دورة الألعاب الأولمبية الصيفية.

## سجل النتائج

### سباقات أو مراحل فاز بها
- طواف فرنسا
- بطولة العالم لسباق الدراجات على الطريق

## وصلات خارجية
- الموقع الرسمي

## روابط خارجية
- سيرفيه كنافن على موقع الاتحاد الدولي للدراجات (الإنجليزية)
- سيرفيه كنافن على موقع أرشيف الدراجات (الإنجليزية)
- سيرفيه كنافن على موقع إحصائيات الدراجات الإحترافية (الإنجليزية)
- سيرفيه كنافن على موقع نسبة الدراجات (الإنجليزية)
- سيرفيه كنافن على موقع CycleBase (الإنجليزية)
- سيرفيه كنافن على موقع أوليمبيديا (الإنجليزية)